# 埃德温·普洛登，普洛登男爵
埃德温·诺埃尔·奥古斯特·普洛登，普洛登男爵（英語：Edwin Noel Auguste Plowden, Baron Plowden；1907年1月6日—2001年2月15日），他是英国原子能管理局主席、欧洲共同体委员会委员。